# Sing Me to Sleep
"Sing Me to Sleep" é uma canção do DJ e produtor norueguês Alan Walker, gravada para o seu primeiro álbum de estúdio Different World. Contém vocais não creditados fornecidos pela cantora sueca Noonie Bao e o tema é classificado com derivações de electro house. O seu lançamento ocorreu a 3 de junho de 2016 através da editora discográfica Mer Musikk.

## Faixas e formatos
| Descarga digital |                                       |         |  |
| N.º              | Título                                | Duração |  |
| 1.               | "Sing Me to Sleep"                    | 3:09    |  |
| 2.               | "Sing Me to Sleep" (instrumental)     | 3:09    |  |
| 3.               | "Sing Me to Sleep" (Marshmello Remix) | 3:12    |  |

## Desempenho comercial

### Posições nas tabelas musicais
| Tabela musical (2016)                             | Melhor posição |
| ------------------------------------------------- | -------------- |
| Alemanha - Single-Charts                          | 10             |
| Áustria - Ö3 Austria Top 40                       | 4              |
| Espanha - PROMUSICAE                              | 43             |
| Estados Unidos - Billboard Dance/Electronic Songs | 18             |
| Finlândia - Suomen virallinen lista               | 1              |
| França - SNEP                                     | 51             |
| Hungria - Single Top 40                           | 8              |
| Líbano - The Official Lebanese Top 20             | 10             |
| Noruega - VG-lista                                | 1              |
| Polónia - Polish Airplay Top 100                  | 11             |
| Reino Unido - UK Singles Chart                    | 95             |
| Chéquia - Singles Digitál Top 100                 | 48             |
| Chéquia - Radio - Top 100                         | 1              |
| Rússia - Tophit 100                               | 3              |
| Suécia - Sverigetopplistan                        | 9              |
| Suíça - Schweizer Hitparade                       | 14             |

### Certificações
| País     | Provedor     | Certificação |
| -------- | ------------ | ------------ |
| Alemanha | BVMI         | Platina      |
| Áustria  | IFPI Áustria | Ouro         |
| Canadá   | Music Canada | Ouro         |
| Itália   | FIMI         | Platina      |
| México   | AMPROFON     | Ouro         |
| Noruega  | IFPI Noruega | 6× Platina   |
| Polónia  | ZPAV         | Diamante     |
| Suécia   | GLF          | 3× Platina   |
| Suíça    | IFPI Suíça   | Platina      |